# Heliotropium rudbaricum
Heliotropium rudbaricum är en strävbladig växtart som först beskrevs av Joseph Friedrich Nicolaus Bornmüller, och fick sitt nu gällande namn av H. Riedl. Heliotropium rudbaricum ingår i Heliotropsläktet som ingår i familjen strävbladiga växter. Inga underarter finns listade i Catalogue of Life.